# İzmir Amatör Spor Kulüpleri Federasyonu
İzmir Amatör Spor Kulüpleri Federasyonu (kurz İzmir ASKF) ist der Amateur-Sportverband für die türkische Provinz Izmir. Der Verband wurde 1982 gegründet und hat seinen Sitz in Konak (Izmir). Der Verband organisiert Sportarten wie unter anderem Fußball, Basketball, Volleyball, Ringen und Schwimmen. Momentan sind 239 Vereine beim İzmir ASKF eingetragen. Der Präsident ist Kadri Yatkın.